# Volpeglino
Volpeglino est une commune italienne de la province d'Alexandrie, dans la région Piémont.

## Administration
| Période                                  | Période | Identité | Étiquette | Qualité |
| ---------------------------------------- | ------- | -------- | --------- | ------- |
|                                          |         |          |           |         |
| Les données manquantes sont à compléter. |         |          |           |         |

### Communes limitrophes
Berzano di Tortona, Casalnoceto, Castellar Guidobono, Monleale, Viguzzolo, Volpedo

## Personnalités
- Aldo Gentilini (1911-1982), peintre et sculpteur italien, est mort à Volpeglino.